# Theristus balticus
Theristus balticus är en rundmaskart. Theristus balticus ingår i släktet Theristus, och familjen Monhysteridae. Arten är reproducerande i Sverige.